# Aleksej Rastvortsev
Aleksej Petrovitj Rastvortsev (ryska: Алексей Петрович Растворцев), född 8 augusti 1978 i Belgorod i dåvarande Sovjetunionen, är en rysk handbollstränare och tidigare handbollsspelare. Han är högerhänt och spelade i anfall som vänsternia.
2013 värvades han till makedonska RK Vardar, tillsammans med landsmännen Timur Dibirov och Michail Tjipurin. 

## Meriter
- VM 2003 i Portugal: 5:a
- EM 2004 i Slovenien: 5:a
- OS 2004 i Aten:  Brons
- VM 2005 i Tunisien: 8:a
- EM 2006 i Schweiz: 6:a
- VM 2007 i Tyskland: 6:a
- EM 2008 i Norge: 14:e
- OS 2008 i Peking: 6:a
- VM 2009 i Kroatien: 16:e
- EM 2010 i Österrike: 12:a
- EM 2012 i Serbien: 15:e
- VM 2013 i Spanien: 7:a